# Poonam Pandey
Poonam Pandey (Kanpur, 11 de marzo de 1991) es una actriz, influencer y modelo india.

## Biografía
Hija de Vidya y Shobhanath Pandey, fueron sus hermanos Shradhdha y Nilesh Pandey. Desarrollo una carrera como modelo erótica y en el cine para adultos.
En 2020 contrajo matrimonio con Sam Bombay, hasta 2021. Su última aparición fue en el show de telerrealidad LOTT Lock Upp, presentado por Kangana Ranaut.
En 1 de febrero de 2023, suscito controversia al fingir su fallecimiento para concientizar sobre el cáncer.

## Filmografía
- 2013, Nasha
- 2014, Adalat
- 2014, El amor es veneno
- 2015, Malini & Co.
- 2015, Mythili & Co
- 2017, Aa Gaya Hero
- 2028, El viaje del Karma
- 2023, Amor en un taxi
- 2023, Habitación Suite Luna de Miel No 911 (serie televisiva).